# Киселевский, Леонид Иванович
Леони́д Ива́нович Киселе́вский (бел. Леанід Іванавіч Кісялеўскі; 12 апреля 1927, Минск — 8 октября 1991) — белорусский советский физик. Академик АН БССР (1980; член-корреспондент с 1972), доктор физико-математических наук (1970), профессор (1971). Заслуженный деятель науки и техники Белорусской ССР (1978).

## Биография

Могила Киселевского на Восточном кладбище Минска.

Киселевский родился в Минске в семье рабочего. В 1952 он окончил БГУ, три года работал учителем в школе, а затем поступил в аспирантуру Минского пединститута, там же преподавал. В 1959 Киселевский начал работать в Институте физики АН БССР, в 1968 возглавил Лабораторию спектроскопии низкотемпературной плазмы, был заместителем директора (1970—1978), затем главным учёным секретарём Президиума АН БССР, академиком-секретарем Отделения физики, математики и информатики АН БССР, ректором БГУ (1983—1990).
С 1963 Киселевский являлся членом КПСС, избирался депутатом Верховного Совета БССР, членом ЦК КПБ. Среди его учеников 20 кандидатов и 3 доктора наук.

## Научная деятельность
Научные работы Киселевского посвящены физике плазмы, вопросам приборостроения, в том числе космического. Он исследовал процессы в газоразрядных источниках излучения, предложил новый униполярный источник. Под руководством М. А. Ельяшевича Киселевский изучил спектроскопические характеристики плазменной оболочки, образующейся при входе космических аппаратов в плотные слои атмосферы. Он экспериментально исследовал возможность получения стабильной плазмы при различных её параметрах, создал и автоматизировал установки для её диагностики. За работы в этом направлении он был удостоен Государственной премии БССР в 1974 году.
Большую известность получили работы Киселевского по созданию автоматизированных систем для регистрации и обработки спектров на больших расстояниях. Эти системы были использованы на космических станциях «Салют-4», «Салют-6», «Салют-7» и «Мир» для поиска и оценки природных ресурсов Земли (в том числе сельскохозяйственных и лесных угодий, морских продуктивных районов) и исследования оптических свойств атмосферы. Эта деятельность в 1990 была отмечена Государственной премией СССР.

## Награды
- Орден Трудового Красного Знамени
- Орден Октябрьской Революции
- Государственная премия БССР (1974)
- Государственная премия СССР (1990)

## Публикации
Киселевский является автором более 200 научных публикаций, некоторые из которых:
- В.А. Бондарь, Л.И. Киселевский, В.Д. Шиманович. Спектроскопические и теплофизические исследования осесимметричной плазмы с температурой в максимуме до 100000 К. // Теплофизические свойства жидкостей и газов при высоких температурах и плазмы. — М., 1969. — Т. 2.
- Л.И. Киселевский, В.А. Морозов. О роли лучистых потоков в разрушении металлов высокоскоростными импульсными струями. // Журн. прикл. спектр.. — 1970. — Т. 12, № 3.
- Л.И. Киселевский, Д.К. Скутов, С.А. Соколов. Применение высокочастотного индукционного разряда для получения лазерной генерации в непрерывном режиме. // Журн. прикл. спектр.. — 1974. — Т. 21, № 5.